# 전이갑
전이갑(全以甲, ? ~927년은 태봉(泰封) 말기의 호위병(護衛兵)이자 고려(高麗) 초기(草記)의 부장(府長)이며 고려(高麗)의 무신(武臣)이고 고려(高麗)의 개국공신(開國功臣)이다.

## 가계
- 아버지 : 정선 전씨(旌善 全氏)
- 어머니 : 미상(未詳)
  - 부인 : 미상(未詳)
    - 아들 : 전보인(全輔仁)

  - 동생 : 전의갑(全義甲)
  - 종제 : 전락(全樂)

## 전이갑이 등장하는 작품

### TV 드라마
- 《태조 왕건》(KBS, 2000년~2002년, 배우:강만희)